# Guerra di Loon
La guerra di Loon (in olandese: Loonse Oorlog) fu una guerra di successione nella contea d'Olanda e nella contea di Zelanda, legata alla prima da un'unione personale, dal 1203 al 1206, dalla morte del conte Teodorico VII. La guerra scoppiò tra il fratello di Teodorico, Guglielmo di Frisia, e la figlia di Teodorico, Ada che aveva sposato da poco il conte Luigi II di Loon.

## La guerra

### La crisi di successione

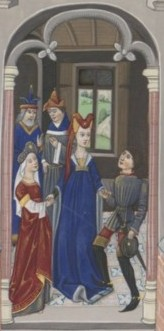
Il matrimonio tra la contessa Ada d'Olanda e Luigi II di Loon nel 1203. Dipinto del XV secolo.

Il conte Teodorico VII d'Olanda morì il 4 novembre 1203 avendo dato alla luce solo figlie femmine, di cui solo Ada gli sopravvisse. Sul suo letto di morte, si dichiarò intenzionato a parlare della successione con suo fratello Guglielmo di Frisia. Ad ogni modo sua moglie, la contessa Adelaide di Kleve, che aveva già combattuto una battaglia presso Alkmaar contro il ribelle Guglielmo nel 1195, era intenzionata ad ammettere Ada come unica erede di suo padre. Dal momento che Olanda e Zelanda erano i cosiddetti "feudi di spada", Ada, in quanto donna, non avrebbe avuto diritto ad ereditarli, ma Adelaide tentò di riparare al fatto trovandole quanto prima un marito adeguato. Ancora prima della sepoltura di suo padre, la quindicenne Ada sposò Luigi II di Loon come predisposto da sua madre. Già sulla via di ritorno dal funerale, sapendo le reazioni che avrebbe avuto suo zio Guglielmo, Ada decise di trincerarsi nella fortezza di Leida.

### Il conflitto
La guerra di successione prese ben presto un piede internazionale: Ada e Luigi si allearono col re di Francia e con la casata tedesca degli Hohenstaufen, mentre Guglielmo si alleò con l'Inghilterra e con la casata tedesca dei Guelfi. Sullo sfondo vi era anche la lotta per il trono del Sacro Romano Impero che si era innescata tra il guelfo Ottone IV di Brunswick e l'Hohenstaufen Filippo di Svevia. Questa lotta significava tra l'altro la debolezza della posizione dell'imperatore nell'intervenire nel destino delle province olandesi. Nobili olandesi che si schierarono con il conte di Loon vi furono Gisberto II di Amstel, Floris Herbaren van der Lede, Folpert II van der Lede, Hugo van Voorne, Rogier van der Meere e Otto van Voorn; Guglielmo venne invece supportato da Walter van Egmont, Albert II Banjaert, Philip van Wassenaar, James van Leiden, Simon van Haarlem, William van Teylingen, Jan van Rijswijk e Otto van Bentheim.
All'inizio del conflitto, le truppe di Guglielmo assediarono la fortezza di Leida, la conquistarono, fecero Ada loro prigioniera e la inviarono in Inghilterra dopo una breve sosta a Texel. Diplomaticamente, la posizione di Luigi era più forte dati i numerosi alleati stranieri, ma in Olanda egli era visto come uno straniero, mentre il nativo Guglielmo era molto popolare tra la nobiltà ed il popolo locali. Luigi inizialmente ottenne il supporto del conte delle Fiandre, del principe-vescovo di Liegi e di quello di Utrecht, del duca di Limburgo e poi di quello di Brabante. Nel 1204, egli invase l'Olanda con un grande esercito e tentò di espellere Guglielmo dalla Zelanda.
Nell'inverno del 1203–4, i Kennemers (olandesi del nord) usarono la tattica di guerreggiare all'aperto tra le dighe dei fiumi Amstel e IJ ed allagarono l'area compresa tra Muiden e Breukelen.
Dal 1205 in poi, la guerra propendette ad ogni modo a favore di Guglielmo. Egli aveva ottenuto infatti il pieno supporto degli abitanti di Zelanda, Kennemerland (Olanda settentrionale) e Renania (Olanda meridionale) ed il suo esercito era potente. Luigi si ritirò dall'Olanda all'inizio del 1206, ma Guglielmo lo inseguì e lo sconfisse in una battaglia presso le rive del fiume Zijl.

## Conseguenze
Luigi optò per i negoziati e chiese al duca di Brabante di mediare la contesa. Il 14 ottobre 1206 venne siglata la pace tramite il Trattato di Bruges. Formalmente, l'Olanda venne divisa tra Luigi e Guglielmo: Guglielmo ricevette la Zelanda e la regione attorno alla città di Geertruidenberg, mentre Luigi poté tenere il resto dell'Olanda per sé. Ad ogni modo, diverse fonti indicano che Guglielmo divenne de facto il regnante dell'intera Olanda (nel 1210 egli si definiva comes Hollandiae, "conte d'Olanda" appunto). Halfway 1207, Luigi tentò di liberare sua moglie Ada dopo una corrispondenza col re inglese Giovanni Senzaterra, ma dovette inviare suo fratello Arnoldo come ostaggio permanente per ottenere la liberazione della moglie.